# Кусотинское сельское поселение
Се́льское поселе́ние «Кусотинское» (бур. Хүсөөтын hомон) — муниципальное образование в Мухоршибирском районе Бурятии Российской Федерации.
Административный центр — улус Кусоты.

## История
Статус и границы сельского поселения установлены Законом Республики Бурятия от 31 декабря 2004 года № 985-III «Об установлении границ, образовании и наделении статусом муниципальных образований в Республике Бурятия»

## Население
| 2002 | 2011 | 2012 | 2013 | 2014 | 2015 | 2016 |
| ---- | ---- | ---- | ---- | ---- | ---- | ---- |
| 1007 | ↘796 | ↘787 | ↘731 | ↘730 | ↘693 | ↘692 |
| 2017 | 2018 | 2019 | 2020 | 2021 | 2023 | 2024 |
| ↘673 | ↘656 | ↘630 | ↘623 | ↗672 | ↘661 | ↘639 |

## Состав сельского поселения
| № | Населённый пункт | Тип населённого пункта       | Население |
| - | ---------------- | ---------------------------- | --------- |
| 1 | Кусоты           | улус, административный центр | ↘703      |
| 2 | Шинестуй         | улус                         | ↘96       |